# NGC 7177
NGC 7177 (również PGC 67823 lub UGC 11872) – galaktyka spiralna z poprzeczką (SBb), znajdująca się w gwiazdozbiorze Pegaza. Odkrył ją William Herschel 15 października 1784 roku. Jest to galaktyka z aktywnym jądrem typu LINER.
W galaktyce tej zaobserwowano supernowe SN 1960L i SN 1976E.